# Conrad de Hirscheck
 (octobre 2023).
Conrad de Hirscheck ou de Hirschegg (mort le 24 octobre 1167 à Augsbourg) est le 33e évêque d'Augsbourg de 1152 à sa mort.

## Famille
Conrad de Hirscheck vient de la noble famille First, qui vivait au château de Hirschegg près d'Eichstegen.

## Biographie
Avant d'être élu évêque, Konrad von Hirscheck est diacre à la cathédrale Notre-Dame de Constance et consacré à Rome. Il assiste au Reichstag de Roncaglia en 1158, au concile de Pavie en 1160 et au synode de Lovi en 1161.
Il fonde l'abbaye Sainte-Croix d'Augsbourg (de) vers 1160. Comme l'évêque occupe également la fonction de seigneur de la ville, la charte des privilèges urbains lui est donnée par Frédéric Barberousse en 1156. Il s'agit de la deuxième plus ancienne charte municipale allemande écrite. Lors de la sécularisation, le document devient propriété du Land de Bavière et est aujourd'hui conservé aux archives d'Augsbourg (inventaire : documents de l'évêché d'Augsbourg).
Lorsqu'il met en gage les biens de l'évêché, il entre en conflit avec le chapitre de la cathédrale. Peu avant sa mort, il vit comme un moine à l'abbaye Saint-Ulrich-et-Sainte-Afre d'Augsbourg.